# Everybody Famous
Pour plus de détails, voir Fiche technique et Distribution.
Everybody Famous (Iedereen beroemd!) est un film belge réalisé par Dominique Deruddere, sorti en 2000. 
Le film fut nommé à l'Oscar du meilleur film en langue étrangère.

## Fiche technique
- Titre : Everybody Famous
- Titre original : Iedereen beroemd!
- Réalisation : Dominique Deruddere
- Scénario : Dominique Deruddere
- Production : Dominique Deruddere, Pascal Judelewicz, Loret Meus, Errol Nayci, Volkert Struycken et Anne-Dominique Toussaint
- Musique : Raymond van het Groenewoud
- Pays de production :  Belgique,  Pays-Bas et  France
- Genre : Comédie dramatique et film musical
- Durée : 97 minutes
- Date de sortie :  2000

## Distribution
- Josse De Pauw : Jean Vereecken
- Eva Van Der Gucht : Marva Vereecken
- Werner De Smedt : Willy Van Outreve
- Thekla Reuten : Debbie
- Victor Löw : Michael Jensen
- Gert Portael : Chantal Vereecken
- Ianka Fleerackers : Gaby
- Alice Reys : Lizzy
- George Arrendell : le bel homme
- François Beukelaers : le directeur de NTO
- Silvia Claes : la présentatrice
- Marc Didden : le cameraman
- Sien Eggers : la voisine de Debbies
- Lut Hannes : l'amie de la maman de Marva
- Wim Opbrouck : Rik De Visser
- Filip Peeters : le gendarme
- Mathias Sercu : Jim Poppe
- Myriam Thys : la lectrice des nouvelles
- Bert Van Nieuwenhuyse : le lecteur des nouvelles
- Alain Van Goethem : le chanteur dans la Green Room
- Tania Kloek : la chanteuse dans la Green Room
- Anniek Vandercruysse : la chanteuse dans la Green Room / l'imitatrice